# 1941
1941 (MCMXLI) var ett normalår som började en onsdag i den gregorianska kalendern.

## Händelser

### Januari
- 1 januari – 5 % omsättningsskatt (oms) införs på så gott som all svensk försäljning [1]. Skatten administreras av en nybildad omsättningsskattenämnd [2].
- 11 januari – Nasjonal Samlings partiledare Vidkun Quisling ber närvarande tysk militär att ingripa mot Quislings opposition [3].
- 14 januari – Tyska kryssaren Pinguin hejdar norska valfångstflottan vid Bouvetön, och stoppar valfångsten på Antarktiska oceanen under resten av kriget.[4]
- 17 januari – Guomindangs trupper under Chiang Kai-sheks befäl öppnar eld mot kommunisttrupper. Kinesiska inbördeskriget återupptas efter Andra världskriget.
- 19 januari – Brittiska trupper anfaller italienska trupper i Eritrea.
- 20 januari – Trådbussar införs i Stockholm.[5]
  - USA:s förre jordbruksminister Henry Wallace från Iowa efterträder Texasdemokraten John Nance Garner som USA:s nye vicepresident.
- 21 januari – Brittiska och australiska trupper anfaller Tobruk, som nästa dag erövras från de tyska trupperna.
  - Legionärernas uppror och pogromen i Bukarest äger rum i Bukarest.

### Februari
- 11 februari – Generallöjtnant Erwin Rommel kommer till Tripoli.
- 17 februari – Skolstrejk i Bergen i Norge i protest mot nazistorganisationen Hirden.
- 22 februari – Behandling av psykiskt sjuka med elektrochockterapi vid Beckomberga sjukhus presenteras [1] i Svensk läkartidning. Man ger stötar på 80 till 115 volt genom tinningarna i 0,5 till 0,7 sekunder [2].

### Mars
- 1 mars – Alfred Hitchcocks film Utrikeskorrespondenten har svensk biopremiär [6].
- 4 mars – Brittiska soldater landstiger i Grekland.[7]
- 7 mars – Den svenska regeringen rekonstrueras. Kooperatören Axel Gjöres blir folkhushållningsminister.
- 11 mars – USA:s kongress antar Lend-Lease-lagen [7].
- 11 mars – USA:s president Franklin D. Roosevelt undertecknar Lend-Lease-lagen, som innebär att krigsförnödenheter, som tillverkats i USA, kan skeppas till de allierade som lån.
- 30 mars – Tyska afrikakåren, ledd av Erwin Rommel, inleder sin offensiv i Nordafrika [6].
- Våren – Sverige sluter handelsavtal med Sovjet om järnprodukter i utbyte mot spannmål. Avtalet får dock ingen betydelse, på grund av det tyska anfallet mot Sovjet senare under året.

### April

Oberoende staten Kroatien.

- April – Grönland ställs under USA:s beskydd [8].
- 1 april – Priskontroll införs i Sverige [9].
- 6 april
  - Grekland tvingas kapitulera då tyska trupper hjälper Italien i striden på det grekiska fastlandet [3].
  - Tyska trupper invaderar Jugoslavien [6].
- 8 april – Radiolicens nr 1 500 000 löses. Sverige anses vara radiotätast i världen [2].
- 10 april – Oberoende staten Kroatien utropas med Ante Pavelić som regeringschef [3].
- 13 april – Sovjetunionen och Japan sluter icke-angreppspakt [7].
- 16 april – Tyskarna genomför en massiv flygräd mot London, med nära 700 flygplan. Cirka 1 000 personer dödas och 2 000 skadas svårt.
- 17 april – Jugoslavien kapitulerar till de invaderande tyska soldaterna efter elva dagar [6].
- 23 april – Grekiska armén kapitulerar [6].
- 24 april – Grekiska armén kapitulerar i Saloniki.
- 23 eller 24 april – Författarinnan Karin Boye begår självmord i skogen utanför Alingsås.
- 30 april – De brittiska soldaterna lämnar Greklands fastland [7].

### Maj

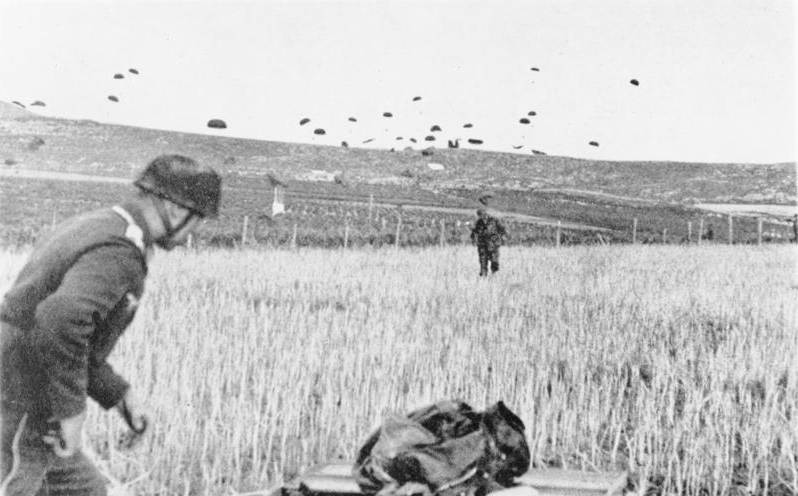
Slaget om Kreta.

- 6 maj – Svenske kåsören Kar de Mumma benämner yngre moderiktiga herrar som följer vårens kontroversiella mode med bland annat bredbrättad hatt och stor rutig kavaj med begreppet "swingpjatt" [2].
- 9 maj – Den tyska ubåten U-110 erövras av brittiska flottan. Ombord finns den senaste versionen av Enigma, den tyska krypteringsmaskinen, som sedan används för att avkoda tyska meddelanden.
- 10 maj – Adolf Hitlers ställföreträdare Rudolf Hess flyger i hemlighet till Skottland för att medla fred med Storbritannien på egen hand, men tas till fånga[3] när han nödlandar[6] med fallskärm, och blir internerad för resten av kriget.
- 15 maj – Sveriges ÖB beordrar att kommunister skall avskiljas från sina förband och överföras till arbetskompanier. Även vissa syndikalister och radikala socialdemokrater drabbas.
- 20 maj – Kreta invaderas av tyska fallskärmstrupper vid Slaget om Kreta.
- 21 maj – Den svenska riksdagen godkänner förslaget om att sänka rösträttsåldern från 23 till 21 år[3], samma som myndighetsåldern [1].
- 23 maj – Sveriges riksdag antar en skärpt steriliseringslag [1].
- 24 maj – Det tyska slagskeppet Bismarck sänker det brittiska HMS Hood varvid samtliga ombord utom tre omkommer.
- 26 maj – Tyska slagskeppet Bismarck träffas av torpeder och blir svårt att manövrera.
- 27 maj – Tyska slagskeppet Bismarck sänks och 2 300 man följer med i djupet [6].
- 28 maj – Stockholms stift inrättas.

### Juni
- 14 juni

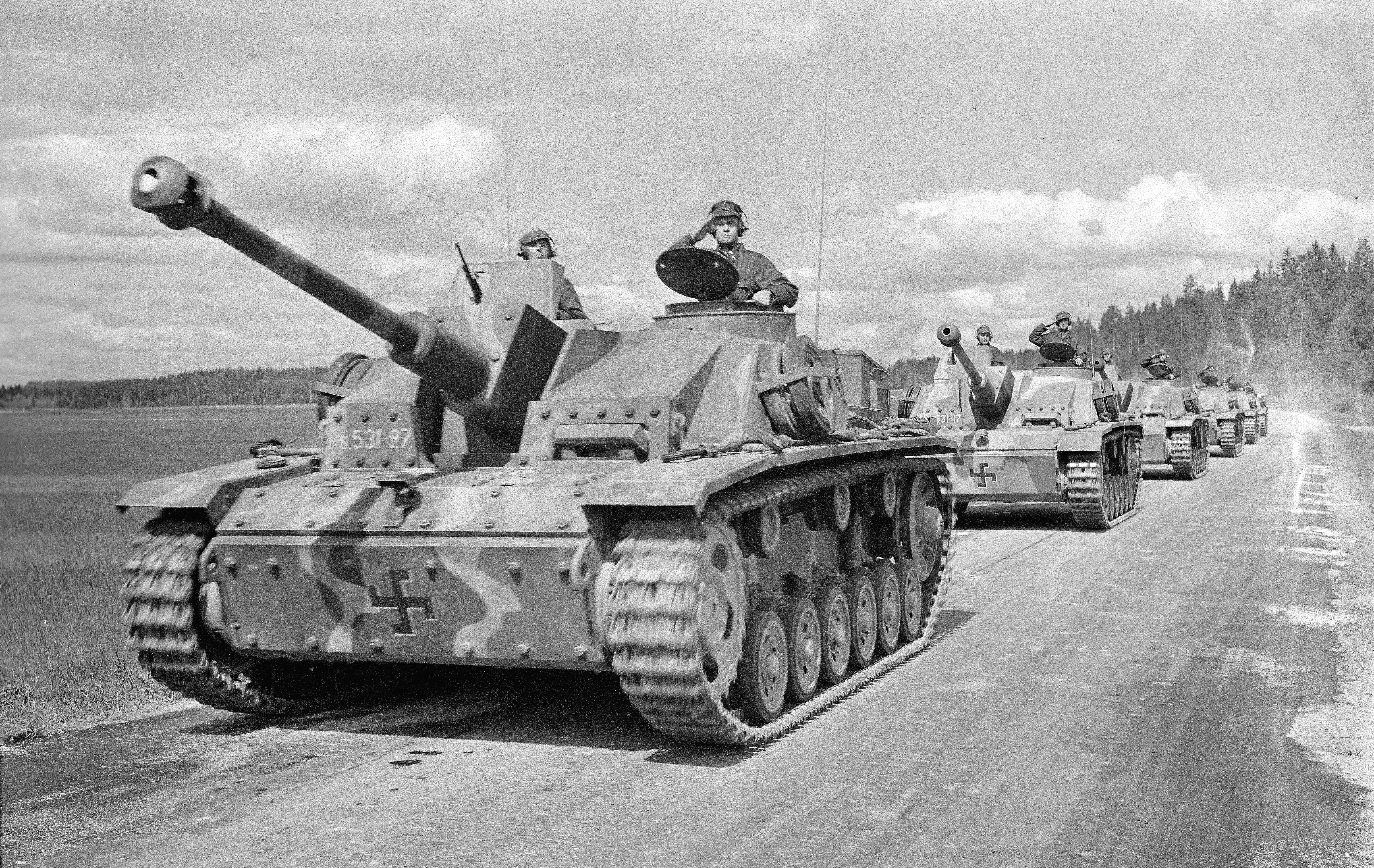
Fortsättningskriget.

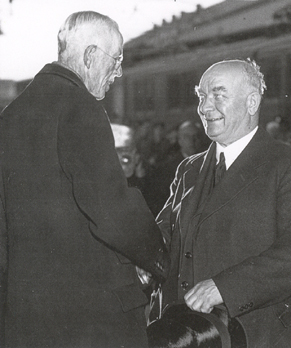
Midsommarkrisen

  - En massdeportation av cirka 40 000 litauer till Sibirien påbörjas.
  - USA:s regering fryser alla tyska tillgångar i banker med mera.
- 16 juni – Stockholms stadsfullmäktige beslutar att påbörja bygget av Stockholms tunnelbana.
- 19 juni – Konsum öppnar Sveriges första snabbköp i hörnet av Odengatan och Roslagsgatan i Stockholm.

- 22 juni

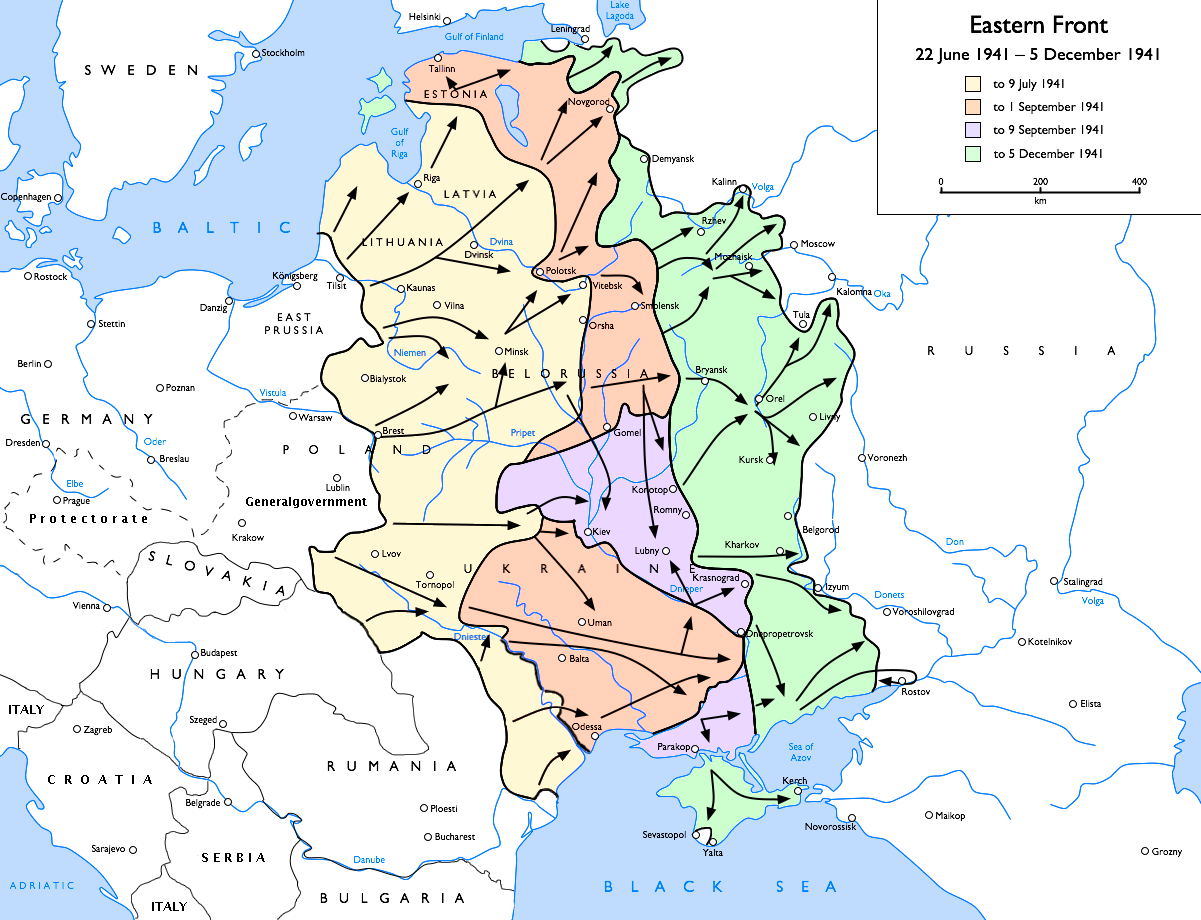
Operation Barbarossa.

  - Tyskland anfaller utan krigsförklaring Sovjetunionen [3], och några dagar senare förklarar även Finland att man ligger i krig med Sovjetunionen [1]. Tyskland begär att få skicka Engelbrechtdivisionen (14 712 fullt utrustade soldater) Norge till Finland genom Sverige.
  - Italien och Rumänien förklarar krig mot Sovjetunionen [7].
  - Sovjetiska styrkor öppnar eld på Hangöfronten. Hangö bombas av tyskt flyg.
  - I samband med krigsutbrottet mellan Tyskland och Sovjet föreslår den svenska Högern och utrikesministern ett förbud mot Sveriges Kommunistiska Parti (SKP).
  - Den svenska riksdagen diskuterar de tyska kraven, Midsommarkrisen: Sedan statsministern använt ett påstått abdikationshot från Gustaf V i debatten tillåtes transiteringen "som en engångsföreteelse".
- 25 juni
  - Engelbrechtdivisionen påbörjar resan genom Sverige.
  - Finland sluter upp på Tysklands sida för att återta områden man tvingats avträda föregående år [3]. Sovjetunionen flygbombar finländska städer, och Finlands statsminister Jukka Rangell konstaterar i ett radiotal att Finland åter är i krig med Sovjetunionen.
- 26 juni – Sveriges regering medger att den tyska Engelbrechtdivisionen får åka tåg på järnväg genom Sverige från Norge till Finland [3]. Beslutet blir mycket omdebatterat i Sverige [1].
- 27 juni – Ungern förklarar Sovjetunionen krig [7].
- 30 juni –  Pogromen i Lviv äger rum i Lviv.
- 10 juli – Finland inleder storanfallet mot Sovjetunionen.

### Juli
- Juli – USA skickar krigsfartyg mot Tyskland för att kontrollera vägarna för skepp i Europa [8].
- 11 juli
  - Den svenska regeringen beslutar om civil hjälp till Finland. Liksom vid förra finska krigsutbrottet (1939) sker frivilliga insamlingar [1].
  - Mannerheims dagorder nr 3 anger befriandet av Fjärrkarelen från bolsjevismen som krigsmål.
- 7 juli – Amerikanska soldater stationeras i Island [7], som ställs under USA:s beskydd [8].
- 12 juli
  - Engelbrechtdivisionen fullbordar transiteringen genom Sverige, vilken har skett utan incidenter.
  - Storbritannien och Sovjetunionen undertecknar ett biståndsavtal.
- 16 juli – Smörgåsbordet förbjuds på restaurangerna i Stockholm [6].
- 19 juli – Ett tåg med last av tysk ammunition exploderar på Krylbo station. Misstankar om sabotage bekräftas senare men kan inte bekräftas [1]. Tåget exploderar då det står uppställt [1].
- 26 juli – Alla japanska tillgångar i USA tas i beslag.

### Augusti

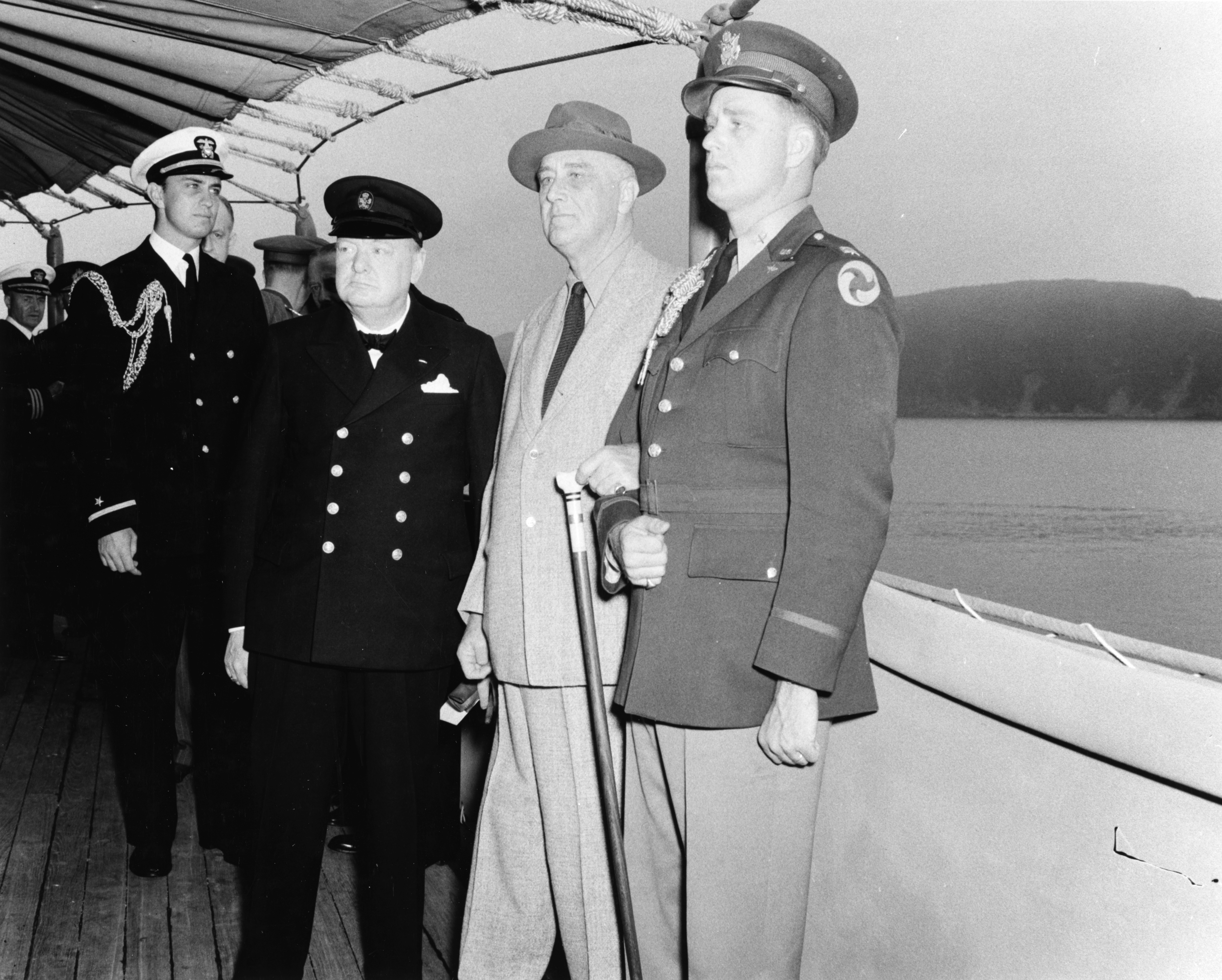
Atlantdeklarationen

- 10 augusti – Gunder Hägg, Sverige, sätter genom att springa 1 500 meter på tiden 3.47.6 det första av sina 15 världsrekord under åren 1941–1945 [6], vilket sker vid svenska mästerskapen på Stockholms stadion [10].
- 12 augusti – Två svenska B 5-flygplan från Västgöta flygflottilj kolliderar under övning vid Ljugarn på Gotland. Tre av fyra besättningsmän omkommer vid olyckan.[11]
- 14 augusti – USA:s president Franklin D. Roosevelt och Storbritanniens premiärminister Winston Churchill undertecknar Atlantdeklarationen.
- 30 augusti – Finländska soldater intar Viborg [3].

### September

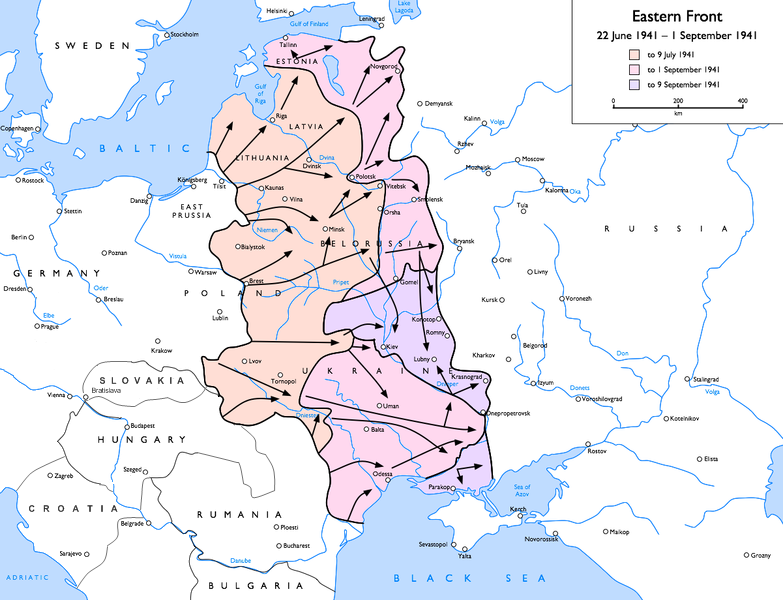
Slaget om Kiev.

- September – Amerikanska krigsfartyg attackerar tyska ubåtar [8].
- 1 september – Tyska judar över sju år tvingas bära davidsstjärna [6].
- 3 september – Första massgasningarna i Auschwitz genomförs [7].
- 8 september – Den tyska belägringen av Leningrad börjar [6].
- 17 september
  - Genom misstänkt sabotage sprängs tre av svenska flottans jagare, förtöjda i Hårsfjärden i Stockholm, och 33 personer dödas [3] och 17 skadas. Jagarna är Klas Horn, Klas Uggla och Göteborg och sabotage misstänks men går inte att visa [1]. Olyckan är en av de svåraste katastrofer som i svensk fredstid drabbat svenska försvaret.
- 19 september
  - Tyska soldater erövrar Kiev [6].
  - Första Casinorevyn, "Hör oss, Klara", av Gösta Bernhard och Stig Bergendorff har premiär [6].
- 29 september – Tyska Einsatzkommandon mördar cirka 35 000 judar från Kiev vid Babij Jar [6].
- September – Årets svenska skörderesultat är det sämsta på 50 år.
- Hösten – Sverige börjar tillämpa en generösare flyktingpolitik mot judar, vilket dock är försent, eftersom förintelsen har börjat och tyska judar ej tillåts lämna Tyskland.

### Oktober

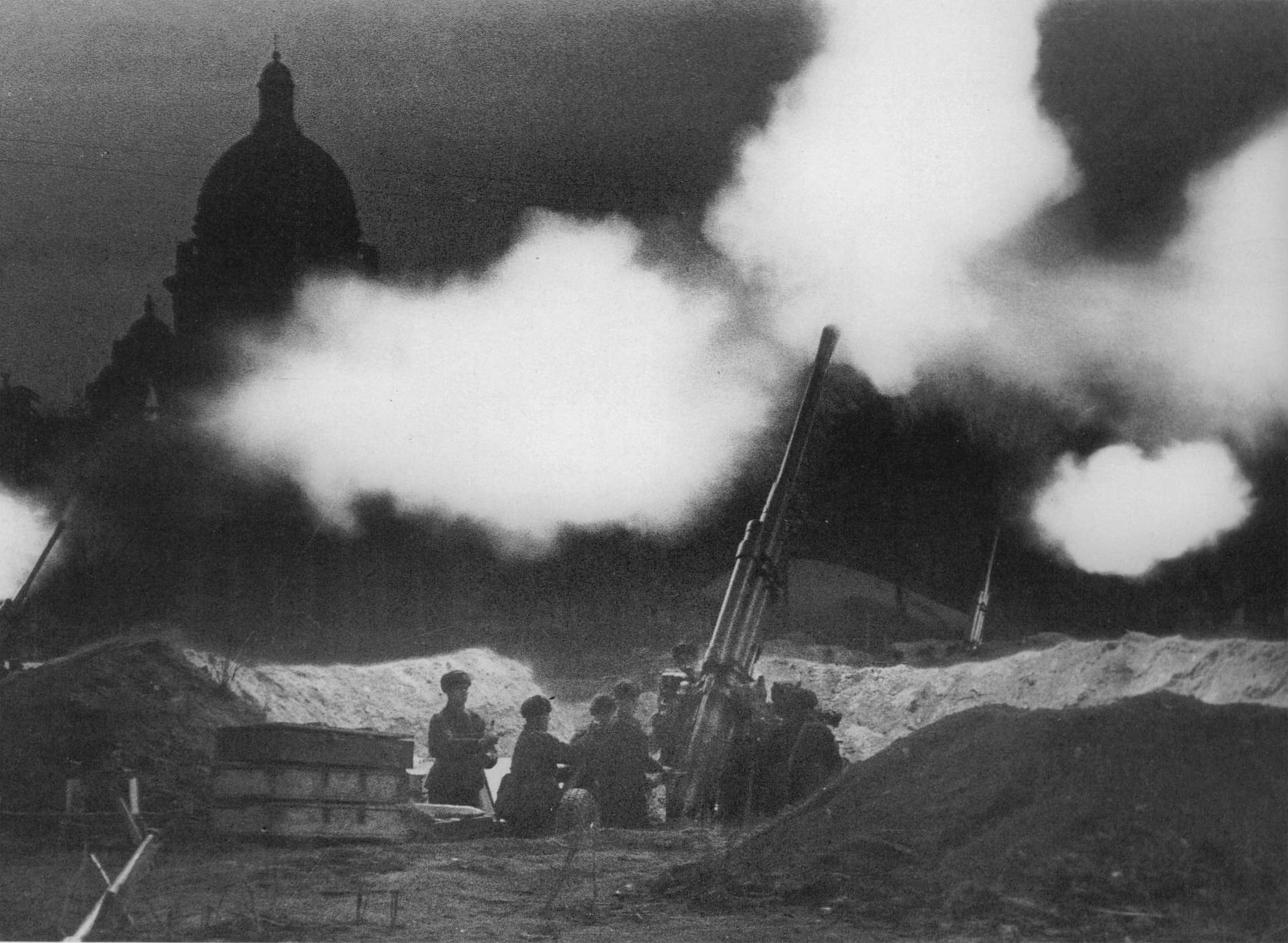
Belägringen av Leningrad.

- 2 oktober – Vilhelm Mobergs historiska roman med aktuell antinazistisk tendens, Rid i natt!, utkommer [3] och får lysande recensioner [1].
- 6 oktober – Den amerikanska storfilmen Borta med vinden har svensk biopremiär [1] och för första gången visas en fyra timmar lång film i Sverige.
- 11–12 oktober – En brand förstör en Firestone Tire & Rubber Co.-fabrik i Fall River, Massachusetts, och 15 850 ton gummi förstörs, vilket och orsakar ett bakslag för den amerikanska militären.[12]
- 16 oktober – Sovjetunionen flyttar regeringen från Moskva till Kujbysjev [7].
- 25 oktober – Den tyska arméoffensiven stannar upp då man inringat Leningrad och endast är fyra mil från Moskva [3].

### November
- November

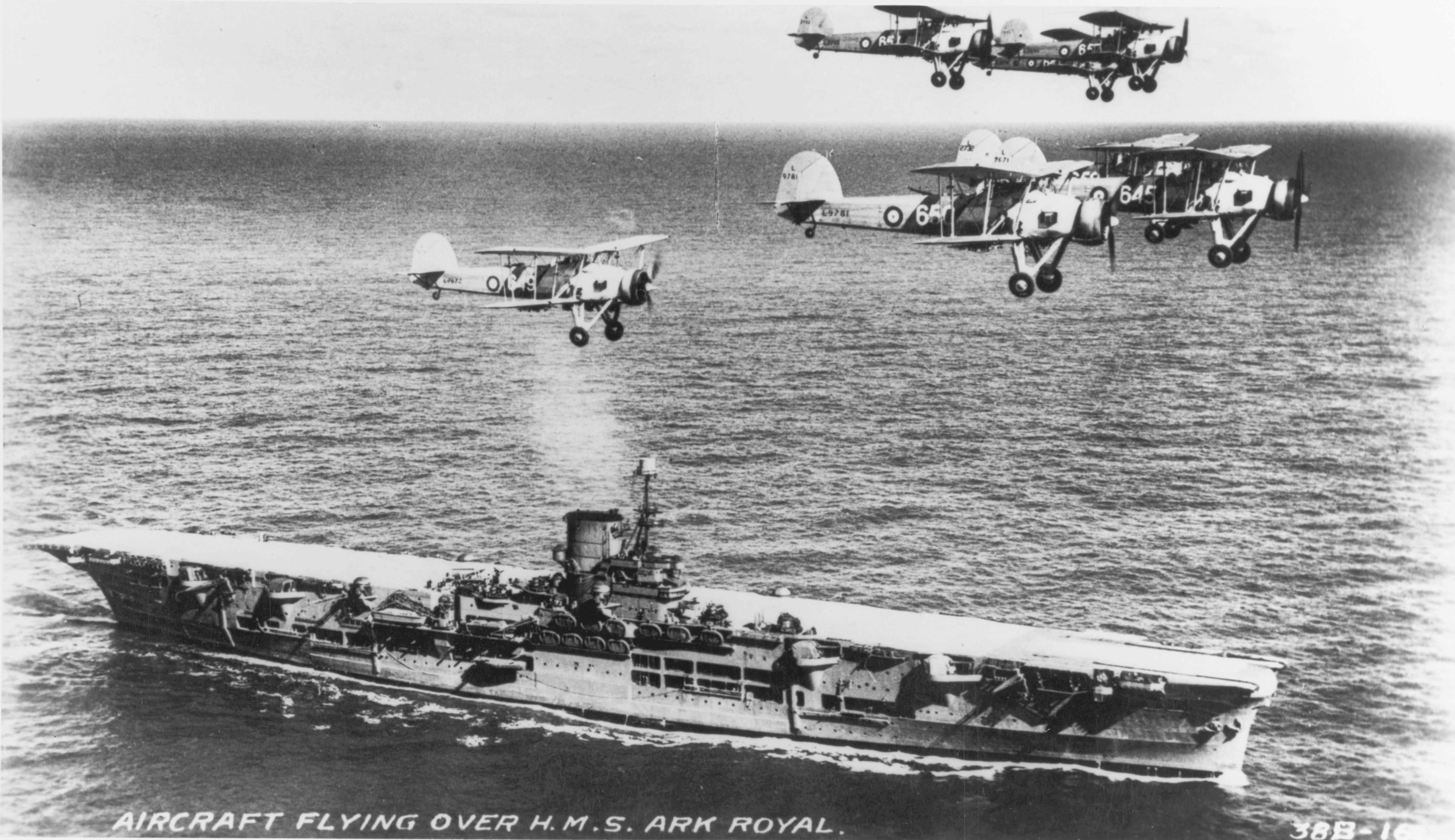
HMS Ark Royal (91).

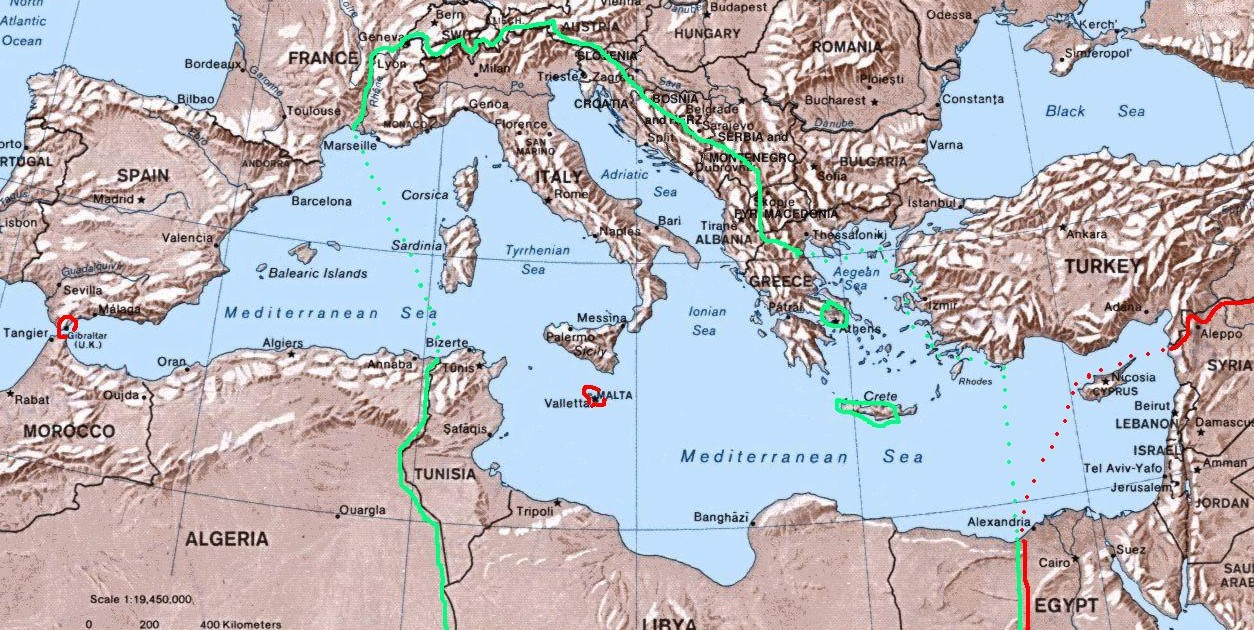
Italienska Nordafrika anfölls.

  - USA upphäver sin neutralitetsakt för att säkra amerikanskt militärt stöd till Storbritannien [8].
  - USA skickar soldater till Nederländska Guyana för att skydda leveranser av aluminiummalm från bauxitgruvorna. Brasilien deltar också. [8].
- 6 november – Första delen, Grupp Krilon, i en romansvit där Eyvind Johnson bland annat driver med neutralitetspolitiken, utkommer [1].
- 13 november – Det brittiska hangarfartyget Ark Royal sänks av den tyska ubåten U-81.
- 17 november
  - Den svenska värnplikten förlängs från 175 till 450 dagar [1]. Marinen och flygvapnet förstärks och pansar- och luftvärn blir egna truppslag inom armén.
  - USA:s ambassadör i Japan sänder ett telegram till Washington, D.C. om att Japan planerar att anfalla Pearl Harbor, Hawaii. Telegrammet ignoreras dock.
- 18 november – Britterna går till offensiv i Italienska Nordafrika [7].
- 19 november – Både tyska kryssaren Kormoran och australiska kryssaren HMAS Sydney sjunker vid ett slag utanför Västaustraliens kust. Inga av de 645 australiska sjömännen från Sydney överlever.[13]
- 21 november
  - I Sverige invigs en affischkampanj som manar till tystnad och vaksamhet mot ryktesspridning, med Bertil Almqvists tecknade "En svensk tiger" som symbol [3].
  - Första delen av Frans G. Bengtssons roman Röde Orm utkommer [1].
- 22 november – HMS Devonshire sänker tyska kryssaren Atlantis, och därmed upphör krigets längsta färd med krigsskepp. (622 dagar utan att gå i hamn för reparation)[14]

### December
- 5 december – Sovjetiska soldater går till motoffensiv mot tyskarna, vilka står 3 mil från Moskva [6].

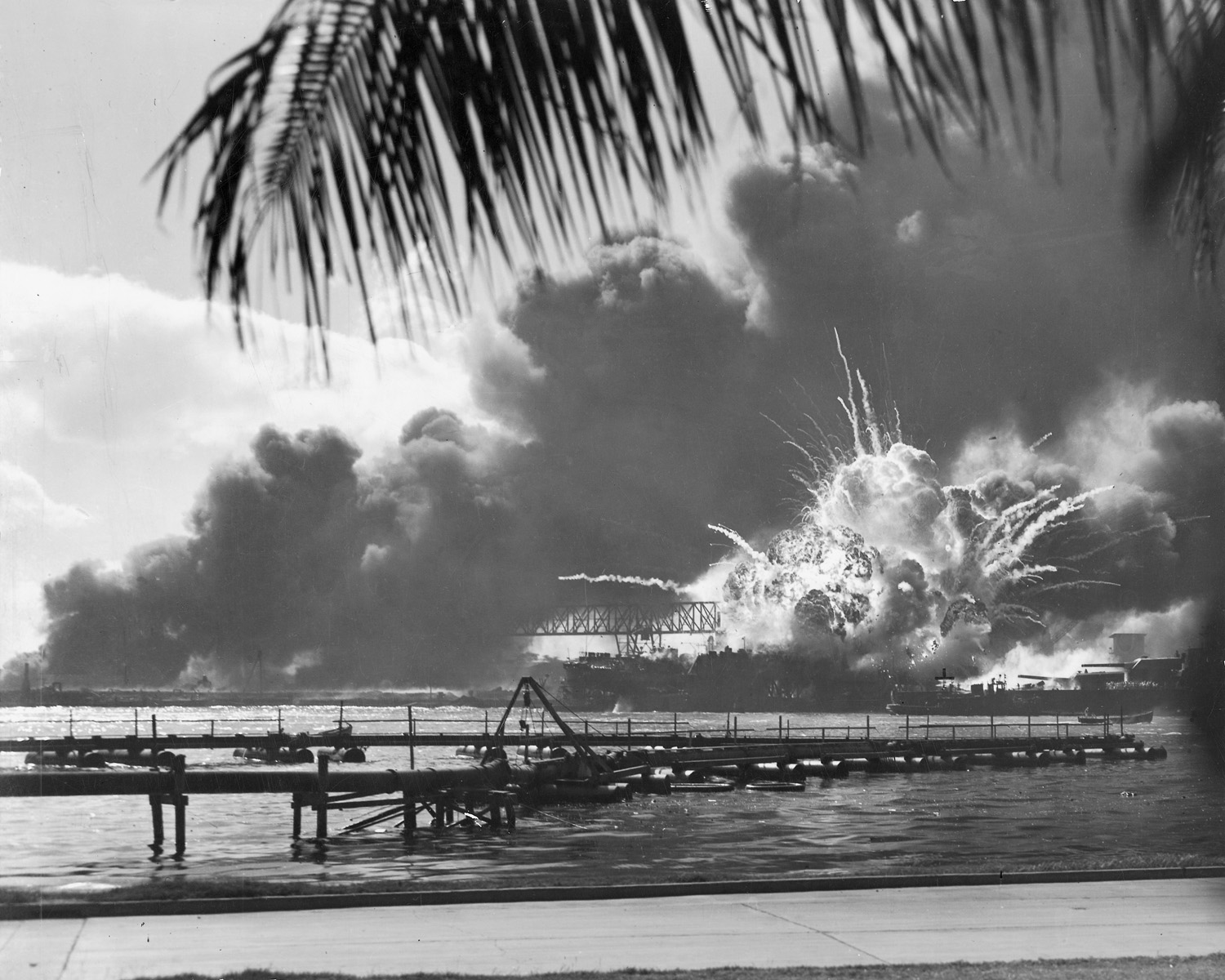
Attacken mot Pearl Harbor.

- 6 december – Tysklands offensiv hejdas framför Moskva [7].
- 7 december
  - Större delen av USA:s Stillahavsflotta i Pearl Harbor, Hawaii utsätts för ett överraskande anfall av Japan [3] genom hangarfartygsbaserade flygstridskrafter. Därmed inträder USA i andra världskriget på de allierades sida.
  - Japan förklarar krig mot USA, Storbritannien, Kanada och Australien [7].
- 8 december – USA går in i världskriget på de allierades sida [3] och USA:s president Franklin D. Roosevelt radiotalar [15].
- 11 december – Italien och Tyskland förklarar krig mot USA [7].
- 13 december – Uppmäts den kallaste temperaturen någonsin i Sverige, -53,3 grader. Plats: Malgovik, Vilhelmina kommun [16]. Köldrekordet är bekräftat av SMHI.
- 19 december – Adolf Hitler avskedar generalfältmarskalk Walther von Brauchitsch och tar själv befälet över tyska armén.

### Okänt datum
- USA tar hem sina soldater från Kina [8].
- Kina inför dödsstraff för den som tillverkar eller säljer opium eller vallmo [17].
- Karl Lindegren blir partisekreterare i Bondeförbundet
- Nils Löfgren och Bengt Lundqvist uppfinner Xylocain för lokalbedövning.
- Sveriges ÖB förordar en svensk uppslutning i kriget mot Sovjet.
- LO antar nya centralistiska stadgar som ger landssekretariatet ökad makt.
- 1941 års svenska försvarsutredning tillsätts.
- LO och SAF sluter arbetarskyddsavtal.
- Vattenföroreningsregler för industri- och kloakvatten införs i Sverige.
- En svensk grundlagsändring medger censur och utgivningsförbud samt provisorisk kvarstad, det vill säga beslagtagning utan föregående rättegång.
- Hösten 1941 efterträder den svenska Pressnämnden det tidigare Pressrådet (som inrättades av staten i september 1939). Nämnden bildas för att reglera vad pressen skriver om kriget och gör det genom att skicka grå lappar.
- Statens flyktingnämnd bildas och fungerar som central svensk myndighet för hjälp åt nödställda flyktingar som skrivits ut från flyktingläger.
- Lejdtrafiken med neutrala länder genom Skagerackspärren startar med Tysklands och Storbritanniens godkännande.
- Debatten om det svenska dansbaneeländet blossar upp.
- Idrottsanläggningen Ryavallen i Borås invigs.
- Sveriges Åke Seyffarth noterar två världsrekord i skridskolandskamp mellan Sverige och Schweiz [1].
- 70 % av antalet behövliga barn föds i Sverige [1].
- Sveriges riksdag inför lyxskatt [1].
- Allmänna smörgåsbord förbjuds på Sveriges restauranger [1].
- Svensk polis utreder fall av illegal värvning till tyska Waffen-SS [1].
- I Sverige samlar man in måsägg för äggmassa till livsmedelsindustrin [1].
- Sverige sänker den maximala spritransonen från fyra till tre liter per månad [1].
- Sverige inför nya bestämmelser mot svartabörshandel med ransonerade varor [1].
- Falsterbokanalen öppnas i Sverige för att skydda sjöfarten mot minorna ute på Kattegatt [1].
- Önskemål i Sveriges riksdag om tvångssterilisering av tattare [18].
- USA steriliserar 36 000 människor [18].
- Första prototypen till Ericofonen "Cobra" får sin design (färdiga produkten dröjer till 1956) [19].

## Födda

### Första kvartalet

#### Januari
- 3 januari – Robin Morgan, amerikansk feminist, författare och skådespelare.
- 5 januari – Hayao Miyazaki, japansk animatör.
- 6 januari – Tamara Lund, finländsk operasångerska (sopran) och skådespelare. (död 2005)
- 8 januari
  - Graham Chapman, brittisk komiker, manusförfattare och skådespelare, medlem i Monty Python. (död 1989)
  - Boris Vallejo, peruansk-amerikansk konstnär.
- 9 januari – Joan Baez, amerikansk folkmusiker, gitarrist och kompositör.
- 10 januari – Tom Clarke, brittisk parlamentsledamot för Labour.
- 11 januari – Gérson, brasiliansk fotbollsspelare.
- 14 januari – Faye Dunaway, amerikansk skådespelare och regissör.
- 15 januari – Captain Beefheart, amerikansk sångare. (död 2010)
- 21 januari – Plácido Domingo, spansk-mexikansk operasångare, tenor.
- 24 januari – Neil Diamond, eg. Noah Kaminsky, amerikansk sångare och låtskrivare.
- 25 januari
  - Olle Kåks, svensk konstnär. (död 2003)
  - Ulf Tistam, svensk skådespelare.
- 28 januari – King Tubby, jamaicansk musiker. (död 1989)
- 30 januari – Dick Cheney, USA:s vicepresident.
- 31 januari
  - George S. Mickelson, amerikansk republikansk politiker, guvernör i South Dakota 1987–1993. (död 1993)
  - Eugène Terre'Blanche, sydafrikansk farmare och politiker. (död 2010)

#### Februari
- 3 februari – Monica Nordquist, svensk skådespelare. (död 2017)
- 4 februari – John Steel, brittisk musiker, medlem av The Animals.
- 5 februari – Stephen J. Cannell, amerikansk manusförfattare och författare. (död 2010)
- 7 februari – Doc Hastings, amerikansk republikansk politiker, kongressledamot 1995–2015.
- 8 februari – Nick Nolte, amerikansk skådespelare.
- 11 februari – Ulf Sterner, svensk ishockeyspelare.
- 13 februari – Percy Barnevik, svensk industriman, chef för ASEA och senare ABB [1].
- 14 februari
  - John Butterfill, brittisk konservativ parlamentsledamot. (död 2021)
  - Lars Passgård, svensk skådespelare. (död 2003)
  - Paul Tsongas, amerikansk demokratisk politiker. (död 1997)
- 15 februari – Leif Blomberg, svensk politiker (s), invandrarminister 1994–1996 och ordförande för Metall. (död 1998)
- 17 februari – Gene Pitney, amerikansk sångare och låtskrivare. (död 2006)
- 20 februari – Buffy Sainte-Marie, kanadensisk sångerska.
- 22 februari – Hipólito Mejía, Dominikanska republikens president 2000–2004.
- 27 februari – Charlotte Stewart, amerikansk skådespelare.

#### Mars
- 10 mars – Stefan Grudin, svensk radioman och komiker.
- 11 mars – Christina Stenius, svensk skådespelare.
- 15 mars – Mike Love, amerikansk sångare, medlem i The Beach Boys.
- 16 mars – Bernardo Bertolucci, italiensk filmregissör
- 18 mars – Stefan Jarl, svensk dokumentärfilmare och regissör.
- 22 mars – Bruno Ganz, schweizisk skådespelare.
- 23 mars – Carola Standertskjöld, finländsk sångare.
- 26 mars
  - Richard Dawkins, brittisk zoolog och genetiker.
  - Lella Lombardi, italiensk racerförare.
- 27 mars – Ivan Gašparovič, slovakisk politiker, president från 2004.
- 30 mars
  - Annica Risberg, svensk skådespelare och sångerska.
  - Wasim Sajjad, president i Pakistan 1997-1998.

### Andra kvartalet

#### April
- 3 april – Jan Berry, amerikansk musiker i duon Jan and Dean.
- 7 april
  - Gorden Kaye, brittisk skådespelare.
  - Danny Wells, kanadensisk skådespelare
- 10 april – Paul Theroux, amerikansk författare.
- 11 april
  - Shirley Stelfox, brittisk skådespelare.
  - Frederick Hauck, amerikansk astronaut.
- 12 april – Bobby Moore, engelsk fotbollsspelare.
- 14 april – Pete Rose, amerikansk basebollspelare.
- 15 april – Howard Berman, amerikansk demokratisk politiker, kongressledamot 1983–2013.
- 16 april
  - Jan-Erik Olsson, svensk brottsling.
  - Cliff Stearns, amerikansk republikansk politiker, kongressledamot 1989–2013.
- 18 april
  - Michael D. Higgins, irländsk politiker, Irlands president 2011-.
  - Jochen Rindt, österrikisk racerförare.
- 20 april – Ryan O'Neal, amerikansk skådespelare.
- 21 april – David L. Boren, amerikansk demokratisk politiker, guvernör i Oklahoma 1975–1979, senator 1979-1994.
- 23 april – Paavo Lipponen, finländsk socialdemokratisk politiker, statsminister 1995–2003.
- 24 april – Richard Holbrooke, amerikansk diplomat (död 2010).
- 27 april – Fethullah Gülen, turkisk predikant.
- 28 april – Ann-Margret, svensk-amerikansk skådespelare och sångerska.

#### Maj
- 5 maj – Aleksandr Ragulin, rysk ishockeyspelare. (död 2004)
- 8 maj – James Traficant, amerikansk politiker, kongressledamot 1985–2002. (död 2014)
- 11 maj
  - Malou Hallström, svensk skådespelare och TV-profil. (död 2005)
  - Eric Burdon, brittisk sångare, medlem i The Animals.
- 13 maj – Urban Sahlin, svensk skådespelare. (död 1982)
- 18 maj – Kent Sänd, svensk samhällsdebattör. (död 2005)
- 19 maj – Nora Ephron, amerikansk regissör och manusförfattare. (död 2012)
- 22 maj – Menzies Campbell, skotsk advokat och ledamot av det brittiska underhuset (liberaldemokrat).
- 24 maj – Bob Dylan, amerikansk sångare, gitarrist och låtskrivare.
- 26 maj – Jim Dobbin, brittisk parlamentsledamot för Labour och Co-operative Party 1997–2014. (död 2014)
- 29 maj – Per Ragnar, svensk författare och skådespelare.

#### Juni
- 2 juni – Charlie Watts, trumslagare, medlem i The Rolling Stones. (död 2021)
- 3 juni – Åke Green, omskriven pingstpastor på Öland.
- 4 juni – Klaus Michael Grüber, tysk regissör och skådespelare. (död 2008)
- 10 juni – Jürgen Prochnow, tysk skådespelare.
- 12 juni
  - Chick Corea, amerikansk jazzpianist. (död 2021)
  - Lucille Roybal-Allard, amerikansk demokratisk politiker, kongressledamot 1993–2023.
- 15 juni – Essy Persson, svensk skådespelare.
- 19 juni
  - Magnus Härenstam, svensk skådespelare och TV-man. (död 2015)
  - Václav Klaus, tjeckisk nationalekonom och politiker, Tjeckiens president 2003–2013.
- 20 juni – Stephen Frears, brittisk regissör.
- 24 juni
  - Julia Kristeva, bulgarisk filosof, feminist, och lingvist.
  - Sylvia Lindenstrand, svensk operasångerska och skådespelare.
  - Charles Whitman, amerikansk massmördare. (död 1966)
- 25 juni – Roy Marsden, brittisk skådespelare.
- 27 juni
  - Mike Honda, amerikansk demokratisk politiker, kongressledamot 2001–2017.
  - Michael Kallaanvaara, svensk skådespelare. (död 2018)
  - Krzysztof Kieślowski, polsk regissör och manusförfattare. (död 1996)
- 28 juni – Gunilla von Bahr, svensk flöjtist. (död 2013)

### Tredje kvartalet

#### Juli
- 3 juli
  - Barbro Oborg, svensk skådespelare.
  - Liamine Zéroual, Algeriets president 1994–1999.
- 4 juli – Sam Farr, amerikansk demokratisk politiker, kongressledamot 1993–2017.
- 5 juli
  - Antonio Escohotado, spansk filosof, advokat och essäist. (död 2021)
  - Barbara Frischmuth, österrikisk författare. (död 2025)
- 6 juli – Kjell-Hugo Grandin, svensk skådespelare.
- 7 juli
  - Michael Howard, brittisk politiker, partiledare för Konservativa partiet 2003–2005.
  - Lennart Söderberg, svensk fotbollsspelare och -tränare. (död 2022)
- 12 juli – Juha Väätäinen, finländsk långdistanslöpare.
- 13 juli – Robert Forster, amerikansk skådespelare. (död 2019)
- 16 juli – George Young, brittisk parlamentsledamot för Conservative.
- 18 juli
  - Bill Delahunt, amerikansk demokratisk politiker, kongressledamot 1997–2011. (död 2024)
  - Frank Farian, tysk musikproducent, kompositör och sångare. (död 2024)
- 19 juli – Natalia Bessmertnova, rysk ballerina. (död 2008)
- 27 juli
  - Gunnel Adlercreutz, finländsk arkitekt.
  - Charlie Norwood, amerikansk republikansk politiker. (död 2007)
- 30 juli – Paul Anka, kanadensisk-amerikansk sångare.
- 31 juli – Amarsinh Chaudhary, indisk politiker. (död 2004)

#### Augusti
- 1 augusti
  - Ron Brown, amerikansk demokratisk politiker. (död 1996)
  - Sue Myrick, amerikansk republikansk politiker, kongressledamot 1995–2013.
- 5 augusti – Leonid Kizim, sovjetisk kosmonaut. (död 2010)
- 7 augusti – Bob Etheridge, amerikansk demokratisk politiker, kongressledamot 1997–2011.
- 14 augusti
  - David Crosby, amerikansk sångare och gitarrist. (död 2023)
  - Lars Humble, svensk skådespelare. (död 2024)
- 17 augusti
  - Ibrahim Babangida, Nigerias president 1985–1993.
  - Lars Haldenberg, svensk skådespelare. (död 2018)
- 20 augusti – Slobodan Milošević, jugoslavisk politiker, president. (död 2006)
- 21 augusti – Walter Block, amerikansk nationalekonom.

#### September
- 3 september – Jenny Maxwell, amerikansk skådespelare.
- 4 september – Sushil Kumar Shinde, indisk politiker.
- 6 september – Danny K. Davis, amerikansk demokratisk politiker.
- 8 september – Krister Broberg, svensk musiker och skådespelare.
- 4 september – Sushil Kumar Shinde, indisk politiker, chefsminister i Maharashtra 2003–2004.
- 9 september – Otis Redding, amerikansk soulsångare.
- 10 september – Gunpei Yokoi, japansk spelskapare.
- 15 september
  - Flórián Albert, ungersk fotbollsspelare (anfallare). (död 2011)
  - Signe Anderson, amerikansk musiker, sångerska i Jefferson Airplane 1965–1966. (död 2016)
  - Mirosław Hermaszewski, polsk kosmonaut. (död 2022)
- 16 september – Joe Butler, amerikansk musiker, medlem av The Lovin' Spoonful.
- 17 september – Marit Allen, brittisk modejournalist och kostymör.
- 21 september – Ragnar Erlandsson, åländsk politiker (centerpartist).
- 24 september – Linda McCartney, amerikansk fotograf, hustru till Paul McCartney.
- 25 september – Hayati Kafé, svensk jazzsångare.
- 29 september
  - Thomas Hellberg, svensk skådespelare.
  - Fred West, brittisk seriemördare.
- 30 september
  - Paul Bremer, amerikansk diplomat, ledare för den civila administrationen i Irak 2003–2004.
  - Reine Wisell, svensk racerförare.

### Fjärde kvartalet

#### Oktober
- 3 oktober – Chubby Checker, amerikansk rock-and-rollsångare.
- 4 oktober
  - Ulf Adelsohn, svensk politiker, statsråd, moderatledare 1981–1986, sedermera landshövding i Stockholms län[1].
  - Anne Rice, amerikansk författare. (död 2021)
  - Titti Nylander, svensk journalist.
- 7 oktober – Lennart Malmer, svensk regissör, manusförfattare, filmare, producent, kompositör och fotograf.
- 8 oktober – Jesse Jackson, amerikansk människorättsaktivist.
- 10 oktober – Peter Coyote, amerikansk skådespelare.
- 11 oktober – Tony Worthington, brittisk parlamentsledamot för Labour 1987–2005.
- 13 oktober
  - Paul Simon, amerikansk sångare, gitarrist och låtskrivare.
  - Neil Aspinall, brittisk företagsledare. (död 2008)
- 14 oktober – Inger Öjebro, svensk skådespelare.
- 17 oktober – Anita Lindohf, svensk skådespelare.
- 18 oktober – Allison Parks, amerikansk fotomodell och skådespelare. (död 2010)
- 23 oktober – Igor Smirnov, president i Transnistrien.
- 26 oktober – Holger Meins, medlem av Röda armé-fraktionen. (död 1974)

#### November
- 1 november – Raymond Nederström, svensk skådespelare. (död 2022)
- 5 november – Art Garfunkel, amerikansk sångare och filmskådespelare.
- 6 november
  - Peter Althin, svensk advokat och kristdemokratisk politiker.
  - John Carter, amerikansk republikansk politiker, kongressledamot 2003-.
- 7 november – Angelo Scola, patriark av Venedig.
- 18 november – Angela Watkinson, brittisk parlamentsledamot för Konservativa partiet.
- 23 november – Franco Nero, italiensk skådespelare.
- 24 november – Pete Best, brittisk musiker, medlem i The Beatles innan gruppen fick skivkontrakt.
- 25 november
  - Percy Sledge, amerikansk sångare. (död 2015)
  - Riaz Ahmed Gohar Shahi, pakistansk mystiker och författare.
- 29 november – Ronald D. Coleman, amerikansk demokratisk politiker, kongressledamot 1983–1997.
- 30 november – Phil Willis, brittisk parlamentsledamot för Liberal Democrats.

#### December
- 4 december – Giovanni Tonucci, italiensk katolsk ärkebiskop, nuntie.
- 6 december – Kersti Adams-Ray, svensk journalist och programledare i radio.
- 8 december – Geoff Hurst, engelsk fotbollsspelare.
- 9 december – Beau Bridges, amerikansk skådespelare.
- 10 december
  - Fionnula Flanagan, irländsk skådespelare.
  - Eva Sjöström, svensk skådespelare.
  - Kyu Sakamoto, japansk musiker. (död 1985)
- 11 december – Max Baucus, amerikansk demokratisk politiker, senator.
- 15 december – Mike Love, amerikansk popmusiker, medlem i The Beach Boys.
- 16 december – Lesley Stahl, amerikansk journalist och författare.
- 19 december – Maurice White, amerikansk musiker, låtskrivare och producent, grundare och frontfigur i Earth, Wind & Fire. (död 2016)
- 20 december
  - Roland Johansson, svensk skådespelare.
  - Rolf Johansson, svensk skådespelare.
- 21 december – Ingrid Dahlberg, svensk regissör, producent, f.d. Dramatenchef och landshövding i Dalarnas län.
- 24 december – Michael E. Ryan, amerikansk flygvapengeneral, flygvapenstabschef 1997–2001.
- 31 december – Sir Alex Ferguson, skotsk fotbollstränare.

## Avlidna

### Första kvartalet

#### Januari
- 3 januari – Henning Ohlson, 56, svensk författare, manusförfattare och sjöman.
- 5 januari – Amy Johnson, 37, brittisk pionjärflygare
- 8 januari – Robert Baden-Powell, 83, scoutrörelsens grundare.
- 13 januari – James Joyce, 58, irländsk författare.
- 23 januari – Richard C. Hunter, 56, amerikansk demokratisk politiker, senator 1934–1935.
- 27 januari – István Csáky, 46, ungersk greve, diplomat och politiker; utrikesminister 1938-1941.

#### Februari
- 9 februari – Reed Smoot, 79, amerikansk republikansk politiker och religiös ledare, senator 1903–1933.
- 11 februari – Victoria Strandin, 64, svensk dansare.
- 14 februari – Aloys Schulte, 83, tysk historiker.

#### Mars
- 7 mars – Günter Prien, 33, tysk marinofficer, ubåtskapten.
- 15 mars – Aleksej von Jawlensky, 77, rysk målare inom expressionismen.
- 28 mars – Virginia Woolf, 59, brittisk författare.

### Andra kvartalet

#### April
- 3 april
  - Frank L. Houx, 86, amerikansk demokratisk politiker, guvernör i Wyoming 1917–1919.
  - Pál Teleki, 61, ungersk greve, vetenskapsman och politiker; premiärminister 1920–1921 och 1939–1941.
- 4 april – Emine Nazikeda, 74, hustru till den osmanska sultanen Mehmet VI.
- 5 april – Parvin E'tesami, iransk poet.
- 9 april – Morris Sheppard, amerikansk demokratisk politiker, senator 1913–1941.
- 23 eller 24 april – Karin Boye, svensk författare [1], självmord i skogen [1] utanför Alingsås.

#### Maj
- 8 maj – Tore Svennberg, svensk skådespelare, chef för dramaten 1922–1928.
- 27 maj – Günther Lütjens, tysk sjömilitär, amiral 1940, stupad.
- 30 maj – John Forsell, Operasångare och Kungliga operans teaterchef 1924–1939.

#### Juni
- 2 juni – Lou Gehrig, amerikansk basebollspelare.
- 4 juni – Vilhelm II, tysk kejsare 1888–1918.
- 6 juni – Louis Chevrolet, Schweiz-amerikansk racerförare, grundare av bilmärket Chevrolet.
- 11 juni - Carl Grimberg, svensk historiker.
- 22 juni – Pat Harrison, amerikansk demokratisk politiker, senator 1919-1941.
- 26 juni – Andrew Jackson Houston, amerikansk politiker, senator 1941.
- 28 juni - George Frederic Still, engelsk barnläkare.

### Tredje kvartalet

#### Juli
- 10 juli – Jelly Roll Morton, amerikansk jazzmusiker.
- 26 juli – Henri Lebesgue, fransk matematiker, generaliserade Riemann-integralen.

#### Augusti
- 7 augusti – Rabindranath Tagore, indisk författare, nobelpristagare.
- 14 augusti – Maximilian Kolbe, polsk franciskanmunk och martyr, helgonförklarades 1982.

#### September
- 1 september – George Pardee, amerikansk läkare och politiker.
- 10 september – Fritz Noether, matematiker.
- 25 september – Clifford Grey, brittisk skådespelare, författare och manusförfattare.

### Fjärde kvartalet

#### Oktober
- 9 oktober – John Gardiner Richards, amerikansk demokratisk politiker, guvernör i South Carolina 1927–1931.
- 14 oktober – Hjalmar Söderberg, svensk författare och journalist.
- 22 oktober – Louis Marcoussis, fransk konstnär, målare.
- 25 oktober
  - Robert Delaunay, fransk konstnär.
  - Nisse Lind, svensk kapellmästare, kompositör, skådespelare och musiker (dragspel, piano).
- 26 oktober – Masja Bruskina, rysk judinna, sjuksköterska och partisan, avrättad.

#### November
- 2 november
  - Bengt Djurberg, svensk skådespelare och sångare.
  - Simon Guggenheim, amerikansk republikansk politiker, affärsman och filantrop, senator 1907–1913.
- 11 november – Albert Gérard Léo d'Amade, fransk militär
- 17 november – Ernst Udet, tysk flyggeneral (självmord).
- 18 november – Chris Watson, Australiens tredje premiärminister.
- 23 november – Horace F. Graham, amerikansk republikansk politiker, guvernör i Vermont 1917–1919.
- 29 november – Zoja Kosmodemjanskaja, sovjetrysk partisan, mördad.

#### December
- 1 december – Alva B. Adams, amerikansk demokratisk politiker, senator 1923–1924 och 1933-1941.
- 2 december – Ellen Palmstierna, svensk friherrinna, rösträttskämpe, ordförande och delaktig i grundandet av föreningen Rädda Barnen.
- 3 december – Christian Sinding, norsk tonsättare.
- 6 december – John Matthew O'Connell, amerikansk demokratisk politiker, kongressledamot 1933-1939.
- 7 december – Knut Lambert, svensk regissör och skådespelare.
- 9 december – Bruno Aspelin, finländsk artist och vissångare.
- 11 december – Kasper Järnefelt, finländsk konstkritiker och översättare.
- 19 december – Hans Nockemann, 38, tysk SS-officer.
- 25 december – Richard S. Aldrich, 57, amerikansk republikansk politiker, kongressledamot 1923-1933.
- 27 december – Hamilton F. Kean, 79, amerikansk republikansk politiker, senator 1929–1935.
- 31 december – August Bruhn, 69, svensk kyrkoherde och politiker (liberal).

## Nobelpris
- Inga priser utdelades.[20]

### Fotnoter
1. 1 2 3 4 5 6 7 8 9 10 11 12 13 14 15 16 17 18 19 20 21 22 23 24 25 26 27 28  Hundra år i Sverige – 1941, Hans Dahlberg, Albert Bonniers, 1999
2. 1 2 3 4  Sverige 1900-talet – 1941, NE, Bra Böcker, 2000
3. 1 2 3 4 5 6 7 8 9 10 11 12 13 14 15  20:e århundrades När Var Hur – 1941, Bernt Himmelstedt, Forum, 1999
4. ↑  Muggenthaler, August Karl (1977). German Raiders of WWII. Prentice-Hall. sid. 140–143. ISBN 0-13-354027-8
5. ↑  ”Svenska Spårvägssällskapet”. http://www.sparvagssallskapet.se/atlas/system.php?id=26. Läst 12 april 2011.
6. 1 2 3 4 5 6 7 8 9 10 11 12 13 14 15  100 år med Aftonbladet – 1941, 1999
7. 1 2 3 4 5 6 7 8 9 10 11 12 13  Faktakalendern 2000 – 1941 (Utlandet) , Semic, 1999
8. 1 2 3 4 5 6 7  ”USA:s militära insatser i utlandet”. Arkiverad från originalet den 9 december 2013. https://web.archive.org/web/20131209174005/http://www.history.navy.mil/library/online/forces.htm. Läst 31 januari 2011.
9. ↑  Faktakalendern 2000 – 1941 (Sverige), 1999
10. ↑  ”100 år med Aftonbladet”. http://wwwc.aftonbladet.se/special/1900/40/sport.html. – Alla ville se Gunder slakta världsrekord, 1999
11. ↑  "Flygkollision över Ljugarn" Arkiverad 5 december 2023 hämtat från the Wayback Machine. Gotlands Försvarshistoria
12. ↑  "No Sabotage Found in Firestone Blaze by FBI Men Making Probe." Fall River, Herald News, October 14, 1941, p.1
13. ↑  Muggenthaler, August Karl (1977). German Raiders of WWII. Prentice-Hall. sid. 186–191. ISBN 0-13-354027-8
14. ↑  Muggenthaler, August Karl (1977). German Raiders of WWII. Prentice-Hall. sid. 114. ISBN 0-13-354027-8
15. ↑  Brown, Robert J. (1998). Manipulating the Ether: the Power of Broadcast Radio in Thirties America. Jefferson, NC: McFarland & Co. sid. 117–120. ISBN 0-7864-2066-9
16. ↑  Sverige 1900-talet – Varmare men från ett kallt utgångsläge, NE, Bra Böcker, 2000
17. ↑  ”Narkotika”. Arkiverad från originalet den 24 maj 2011. https://web.archive.org/web/20110524131828/http://members.fortunecity.com/simulatorsmusicsite/droger/narkotika.htm.
18. 1 2  Sverige 1900-talet – Oönskade i folkhemmet, NE, Bra Böcker, 2000
19. ↑  Sverige 1900-talet – Kommunikativ, snabb, snål, skön och säker design, NE, Bra Böcker, 2000
20. ↑  ”Nobelpriset”. https://www.nobelprize.org/prizes/lists/all-nobel-prizes/. Läst 10 april 2011.